# Estación de Rue Saint-Maur
La  estación de Rue Saint-Maur es una estación de la línea 3 del metro de París situada en el distrito XI de la ciudad. 

## Historia
La llegada de la línea 3, el 19 de octubre de 1904, supuso la apertura de la estación. Inicialmente se llamaba Saint-Maur, pero para evitar posibles confusiones con las diferentes comunas de mismo nombre se rebautizó a Rue Saint-Maur. 
Debe su nombre a la cercana calle Saint-Maur.

## Descripción
Se compone de dos andenes laterales de 75 metros de longitud y de dos vías. Está diseñada en bóveda elíptica revestida completamente de azulejos blancos biselados. 
La iluminación es de estilo Motte y se realiza con lámparas resguardadas en estructuras rectangulares de color naranja que sobrevuelan la totalidad de los andenes no muy lejos de las vías.
La señalización por su parte usa la moderna tipografía Parisine donde el nombre de la estación aparece en letras blancas sobre un panel metálico de color azul. Por último, la zona de asiento, de estilo Motte, combina una larga y estrecha hilera de cemento revestida de azulejos naranja que sirve de banco improvisado con algunos asientos individualizados del mismo color que se sitúan sobre dicha estructura.

## Acceso
La estación dispone de dos accesos situado en la avenida de la República. Uno de ellos está catalogado como Monumento Histórico al haber sido construido por Hector Guimard.